# Lista de soberanos da Toscana

## Marqueses da Toscana (812–1197)
- Bonifácio da Toscânia. Os membros desta linhagem eram originalmente Condes de Luca, que sobrepuseram o seu poder sobre os condados vizinhos.

### Casa de Bonifácio
- 812 – 813 Bonifácio I da Toscânia
- 828 – 834 Bonifácio II da Toscânia
- 835 – 845 Agano da Toscânia
- 847 – 886 Adalberto I da Toscânia
- 886 – 915 Adalberto II da Toscânia
- 915 – 929 Guido da Toscânia
- 929 – 931 Lamberto da Toscânia

### Casa de Arles
Os membros desta linhagem eram parentes de Hugo da Itália, rei de Itália.
- 931 – 936 Boso da Toscana
- 936 – 961 Humberto da Toscana
- 961 – 1001 Hugo da Toscana

### Casa de Bonifácio (Restaurada)
- 1002 – 1012 Bonifácio III da Toscana

### Não-dinástica
- 1014 – 1024 Rainier da Toscânia

### Casa de Canosa
Os membros desta linhagem eram descendentes dos Condes de Canosa.
- 1027 – 1052 Bonifácio III
- 1052 – 1055 Frederico I
- 1052 – 1076 Beatriz de Bar, regente como esposa de Bonifácio IV e mãe de Frederico e Matilde
  - 1054 – 1069 Godofredo I da Baixa Lorena, regente como marido de Beatriz
  - 1069 – 1076 Godofredo II da Baixa Lorena, filho de Godofredo I, regente como marido de Matilde
- 1076 – 1115 Matilde I, também conhecida como Matilde da Toscana
  - 1089 – 1095 Guelfo II de Baviera, regente como marido de  Matilde

### Não-dinásticos
- 1120 – 1127 Conrado de Scheiern
- 1135 – 1139 Henrique X da Baviera
- 1139 – 1152 Ulrich de Attems
- 1152 – 1167 Guelfo VI (contínuo depois como governantes até 1173)
- 1160 – 1163 Reginaldo de Colónia em oposição
- 1163 – 1173 Christian de Buch, arcebispo de Mainz, foi vigário imperial.
- 1195 – 1197 Filipe da Suábia

Desde 1197 até 1434, Florença viu-se dividida politicamente entre as famílias que formavam as facções dos Guelfos e Gibelinos.

## Senhores de Florença (1434–1531)

### Casa de Médici
- 1434 – 1464 Cosme de Médici

Escudo de armas dos Médicis

- 1464 – 1469 Pedro de Cosme de Médici
- 1469 – 1492 Lourenço de Médici
- 1469 – 1478 Juliano I
- 1492 – 1494 Pedro de Médici
- 1494 – 1512 1.ª Restauração da República
- 1512 – 1513 João I, que em 1513 ascenderia a Papa com o nome Leão X
- 1513 – 1519 Lourenço II
- 1519 – 1523 Juliano II, que em 1523 ascenderia a Papa com o nome Clemente VII
- 1523 – 1527 Hipólito I
- 1523 – 1527 Alexandre I
- 1527 – 1530 2.ª Restauração da República
- 1530 – 1531 Alexandre I

## Duques de Florença

### Casa de Médici
| Nome                                                | Imagem                                 | Nascimento          | Casamento e descendência                            | Morte                          |
| --------------------------------------------------- | -------------------------------------- | ------------------- | --------------------------------------------------- | ------------------------------ |
| Alexandre 1 de maio de 1532 — 6 de janeiro de 1537  | Alexandre de Médici, Duque de Florença | 22 de julho de 1510 | Margarida de Parma 18 de janeiro de 1536 Sem filhos | 6 de janeiro de 1537 (26 anos) |
| Cosme I 6 de janeiro de 1537 — 21 de agosto de 1569 | Cosme I de Médici, Duque de Florença   | 12 de maio de 1519  | Leonor de Toledo 29 de março de 1539 11 filhos      | 21 de abril de 1574 (54 anos)  |

## Grão-Duques da Toscana

### Casa de Médici
| Nome                                                      | Imagem                                       | Nascimento           | Casamento e descendência                                | Morte                                                |
| --------------------------------------------------------- | -------------------------------------------- | -------------------- | ------------------------------------------------------- | ---------------------------------------------------- |
| Cosme I 21 de agosto de 1569 — 21 de abril de 1574        | Cosme I de Médici, Grão-Duque da Toscana     | 12 de maio de 1519   | Leonor de Toledo 29 de março de 1539 11 filhos          | 21 de abril de 1574 (54 anos, 11 meses e 9 dias)     |
| Francisco I 21 de abril de 1574 — 19 de outubro de 1587   | Francisco I de Médici, Grão-Duque da Toscana | 25 de março de 1541  | Joana de Áustria 15 de dezembro de 1565 8 filhos        | 19 de outubro de 1587 (46 anos, 6 meses e 24 dias)   |
| Fernando I 19 de outubro de 1587 — 3 de fevereiro de 1609 | Fernando I, Grão-Duque da Toscana            | 30 de julho de 1549  | — Não se casou.                                         | 3 de fevereiro de 1609 (59 anos, 6 meses e 4 dias)   |
| Cosme II 3 de fevereiro de 1609 — 28 de fevereiro de 1621 | Cosme II da Toscana                          | 12 de maio de 1590   | Maria Madalena de Áustria 1608 8 filhos                 | 28 de fevereiro de 1621 (30 anos, 9 meses e 16 dias) |
| Fernando II 28 de fevereiro de 1621 — 23 de maio de 1670  | Fernando II da Toscana                       | 14 de julho de 1610  | — Não se casou.                                         | 23 de maio de 1670 (59 anos, 10 meses e 9 dias)      |
| Cosme III 23 de maio de 1670 — 31 de outubro de 1723      | Cosme III da Toscana                         | 14 de agosto de 1642 | Margarida Luísa de Orleães 20 de junho de 1661 3 filhos | 31 de outubro de 1723 (81 anos, 2 meses e 17 dias)   |
| João Gastão 31 de outubro de 1723 — 9 de julho de 1737    | João Gastão da Toscana                       | 24 de maio de 1671   | Ana de Saxe-Lauemburgo 2 de julho de 1697 Sem filhos    | 9 de julho de 1737 (66 anos, 1 mês e 14 dias)        |

### Dinastia Habsburgo-Lorena
| Nome                                                            | Imagem                          | Nascimento            | Casamento e descendência                                  | Morte                                             |
| --------------------------------------------------------------- | ------------------------------- | --------------------- | --------------------------------------------------------- | ------------------------------------------------- |
| Francisco II Estevâo 12 de julho de 1737 — 18 de agosto de 1765 | Francisco II Estevâo da Toscana | 8 de dezembro de 1708 | Maria Teresa da Áustria 14 de fevereiro de 1736 16 filhos | 18 de agosto de 1765 (56 anos, 8 meses e 10 dias) |
| Leopoldo I 18 de agosto de 1765 — 22 de julho de 1790           | Leopoldo I da Toscana           | 5 de maio de 1747     | Maria Luísa da Espanha 16 de fevereiro de 1764 16 filhos  | 1 de março de 1792 (44 anos, 9 meses e 25 dias)   |
| Fernando III 22 de julho de 1790 — 3 de agosto de 1801          | Fernando III da Toscana         | 6 de maio de 1769     | Luísa de Nápoles e Sicília 15 de agosto de 1790 6 filhos  | 18 de junho de 1824 (55 anos e 12 dias)           |

## Reis da Etrúria

### Dinastia Bourbon-Parma
| Nome                                                | Imagem             | Nascimento             | Casamento e descendência                             | Morte                                            |
| --------------------------------------------------- | ------------------ | ---------------------- | ---------------------------------------------------- | ------------------------------------------------ |
| Luís I 21 de março de 1801 — 27 de maio de 1803     | Luís I da Etrúria  | 5 de julho de 1773     | Maria Luísa de Espanha 25 de agosto de 1795 2 filhos | 27 de maio de 1803 (29 anos, 10 meses e 22 dias) |
| Luís II 27 de maio de 1803 — 10 de dezembro de 1807 | Luís II da Etrúria | 22 de dezembro de 1799 | — Não se casou.                                      | 16 de abril de 1883 (83 anos, 3 meses e 25 dias) |

## Grã-Duquesa da Toscana
Durante as Campanhas Italianas das Guerras Revolucionárias Francesas, a Toscana foi conquistada por Napoleão Bonaparte e anexada ao Império Francês. À Elisa Bonaparte, irmã de Napoleão, foi atribuído o título honorário de Grã-Duquesa da Toscana, embora esta não tenha efectivamente governado a região.
| Nome                                                | Imagem             | Nascimento            | Casamento e descendência                   | Morte                                            |
| --------------------------------------------------- | ------------------ | --------------------- | ------------------------------------------ | ------------------------------------------------ |
| Elisa I 3 de março de 1809 — 1 de fevereiro de 1814 | Elisa I da Toscana | 13 de janeiro de 1777 | Félix Baciocchi 1 de maio de 1797 5 filhos | 7 de agosto de 1820 (43 anos, 6 meses e 25 dias) |

## Grão-Duques da Toscana

### Dinastia Habsburgo-Lorena
| Nome | Imagem                  | Nascimento           | Casamento e descendência                                 | Morte                                              |
| --- | ----------------------- | -------------------- | -------------------------------------------------------- | -------------------------------------------------- |
| Fernando III 27 de abril de 1814 — 18 de junho de 1824                                                            | Fernando III da Toscana | 6 de maio de 1769    | Luísa de Nápoles e Sicília 15 de agosto de 1790 6 filhos | 18 de junho de 1824 (55 anos e 12 dias)            |
| Leopoldo II 18 de junho de 1824 — 21 de julho de 1859                                                             | Leopoldo II da Toscana  | 3 de outubro de 1797 | Maria Ana da Saxónia 16 de novembro de 1817 4 filhos     | 29 de janeiro de 1870 (72 anos, 3 meses e 26 dias) |
| Fernando IV 21 de julho de 1859 — 22 de março de 1860                                                             | Fernando IV da Toscana  | 10 de junho de 1835  | Alice de Bourbon-Parma 11 de janeiro de 1868 10 filhos   | 17 de janeiro de 1908 (72 anos, 7 meses e 7 dias)  |
| O Grão-Ducado da Toscana foi anexado ao Reino da Sardenha em 1860, vindo a fazer depois parte do Reino de Itália. |                         |                      |                                                          |                                                    |